# Tan Meiyun
Tan Meiyun (en chino: 谭美云; 11 de febrero de 1978) es una deportista china que compitió en remo. Ganó tres medallas en el Campeonato Mundial de Remo entre los años 2000 y 2004, en la prueba de cuatro scull ligero.

## Palmarés internacional
| Campeonato Mundial | Campeonato Mundial | Campeonato Mundial | Campeonato Mundial  |
| Año                | Lugar              | Medalla            | Prueba              |
| ------------------ | ------------------ | ------------------ | ------------------- |
| 2000               | Zagreb (Croacia)   | Medalla de bronce  | Cuatro scull ligero |
| 2003               | Milán (Italia)     | Medalla de oro     | Cuatro scull ligero |
| 2004               | Bañolas (España)   | Medalla de oro     | Cuatro scull ligero |